# Валлис, Георг Оливье фон
Георг Оливье фон Валлис (нем. Georg Olivier von Wallis; 1673[…], Вена — 19 декабря 1744, Вена) — австрийский (имперский) фельдмаршал (1737) ирландского происхождения.

## Биография
Выходец из ирландской семьи Уоллис. Потомок Ричарда Уоллиса, который в 1612 году поступил офицером на австрийскую службу и погиб в 1632 году в чине полковника.
Георг Оливье фон Валлис родился в 1673 году. К моменту рождения Георга Оливье, его семья была уже очень богата и владела многочисленными поместьями, по большей части располагавшимися в Богемии. В 1689 году его отец-генерал погиб во время осады Майнца в ходе Войны за пфальцкое наследство, после чего Георг был пожалован в придворные пажи. Уже год спустя он был произведён в лейтенанты, а в 1697 году принимал участие в битве при Зенте в ходе Великой турецкой войны в звании капитана. Во время Войны за испанское наследство (1701—1714) сначала служил в северной Италии, затем принял участие во взятии Неаполя в 1707 году, а вплоть до 1713 года сражался в Испании. Уже к 1703 году Валлис был полковником и полковым командиром, а после окончания войны — фельдмаршал-лейтенантом (генерал-лейтенантом).
В ходе австро-турецкой войны 1716—1718 годов в составе армии принца Евгения Савойского участвовал в Петроварадинском сражении, в осаде Темешвара и осаде Белграда. В следующем году Валлис во главе контингента из трёх полков отправился в Неаполь. Во время Войны четверного альянса (1718—1720) сражался на Сицилии, был ранен в боях под Мессиной и вскоре был назначен губернатором этой крепости. Этот пост он занимал до 1727 года, а затем вернулся в Австрию.
На фоне событий Англо-испанской войны (1727—1729), император снова отправил его на Сицилию для подготовки к защите острова. Поскольку никакого нападения на Сицилию не произошло, Валлис в 1731 году был отозван и назначен губернатором Майнца, где оставался до 1734 года. Во время Войны за польское наследство сражался с французами в Северной Италии в чине фельдцейхмейстера (полного генерала), и даже некоторое время занимал должность временного командующего армией.
К 1736 году Валлис, которому было уже за 60, считался одним из наиболее опытных генералов австрийской армии. Ветеран пяти войн, соратник Евгения Савойского, хотя и имевший большого опыта самостоятельного командования войсками в крупных сражениях, Валлис имел прекрасную репутацию.
Поэтому неудивительно, что после вступления Австрии на стороне России в войну с Турцией, Валлис, в 1737 году произведённый в фельдмаршалы, был назначен главнокомандующим, тем более что боевые действия должны были вестись на хорошо знакомом ему театре — в районе Белграда. Восточнее русские войска Миниха и Ласси неоднократно атаковали Крым, сожгли Евпаторию и даже Бахчисарай — столицу вассального Турции Крымского ханства, однако, не смогли там закрепиться. Русские успешно взяли Азов, Перекоп и и Очаков, одержали победу над турками в крупном сражении под Ставучанами, однако, отвратительно налаженная работа тыловых ведомств, использовавшаяся татарами тактика выжженной земли и эпидемии заразных заболеваний приводили к чудовищным потерям в рядах русской армии.
Что до австрийцев, то они рассчитывали на сравнительно быструю и лёгкую победу, однако получилось наоборот. В битве при Гроцке (22 июля 1739 года), войска Валлиса, плохо организовавшего разведку, были настигнуты турками на марше в узкой теснине, и, обстреливаемые со сравнительно невысоких но очень крутых высот, которые так и не смогли взять, понесли тяжёлое поражение (примерно при таких же обстоятельствах почти век спустя происходило байленское поражение наполеоновское армии). В течение следующих недель Австрия потеряла большие территории, в том числе Белград — практически всё, что завоевал для неё принц Евгений. Эти потери были официально закреплены в Белградском мирном договоре в том же году, а фельдмаршал Валлис отдан под суд и отправлен в заключение в крепость Шпильберг. После восшествия на престол императрицы Марии-Терезии, Валлис был освобождён по амнистии, но более не занимал никаких должностей. Его долгая и респектабельная карьера была в значительной степени перечёркнута унизительным поражением.
Однако, его родственники, Франц Венцель фон Валлис (1696—1774), некоторое время служивший на Сицилии под началом Георга, и сын Франца Венцеля, Михаэль Иоганн фон Валлис (1732—1798) также стали австрийскими фельдмаршалами.
Георг Оливье фон Валлис скончался в Вене в 1744 году.